# Westeremdermaar

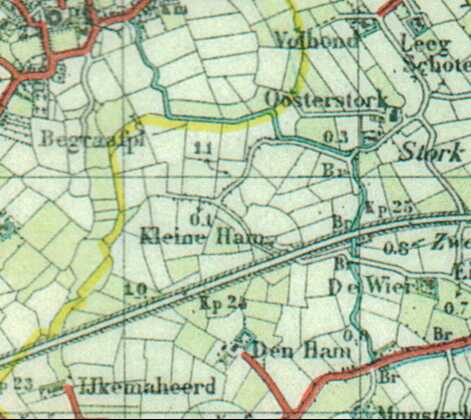
Westeremdermaar op de topografische kaart van 1934

De Westeremdermaar is een maar tussen de Lopster Wijmers en het dorp Westeremden, met een lengte van ongeveer 2,3 km. De overgang van de Wijmers naar de maar ligt bij het gemaal Loppersum. De Westeremdermaar kruist middels een vaste brug de Provinciale weg 996 en loopt vandaar naar het noorden. Vervolgens bereikt de waterloop na enige bochten de Spoorlijn Groningen - Delfzijl. Ook hier ligt een vaste spoorbrug. De volgende brug ligt bij Stork. Daarna ligt aan de oostoever een fietspad genaamd Langerak, op de andere oever een betonnen landbouwpad ter ontsluiting van enige percelen. Na 300 meter eindigt het pad en wisselt het fietspad via een houten fietsbruggetje van oever. Honderd meter verder is een splitsing tussen de Zeemsloot, die naar het noordoosten loopt, en de maar. De maar loopt vanaf hier over een lengte van ongeveer 400 meter door de voormalige loop van de Fivel. De Zeemsloot is het vervolg van de oude Fivelloop  naar het noordoosten toe. Mogelijk vormden oude kreken in de Fivelboezem de basis voor de overige delen van de Westeremdermaar. De Westeremdermaar scheidt zich via een scherpe bocht naar het noorden van de oude Fivelloop af en loopt dan naar Westeremden. Bij de Molenweg in Westeremden eindigt de Westeremdermaar in de haven. Die had in het verleden sterker het karakter van een haven.
De Westeremdermaar was vroeger van betekenis voor de ontsluiting van Westeremden. Transport geschiedde voor een aanzienlijk deel via het water en de Westeremdermaar kende dan ook scheepvaart. Zo heeft het dorpsschip van Westeremden, dat tot begin twintigste eeuw op marktdagen een geregelde verbinding onderhield op de stad Groningen, gebruikgemaakt van de Westeremdermaar. Anno 2014 is er wel pleziervaart mogelijk op de Westeremdermaar, mits het vaartuig geen hogere kruiphoogte heeft dan 2,20 meter (vanwege de vaste bruggen in het traject) en in het sluisje bij gemaal Loppersum past. Het fietspad dat van Stork tot aan Westeremden de maar volgt, wordt wel gebruikt voor functionele en recreatieve fietsritten. Het is sinds 2014 onderdeel van de Internationale Dollardroute.

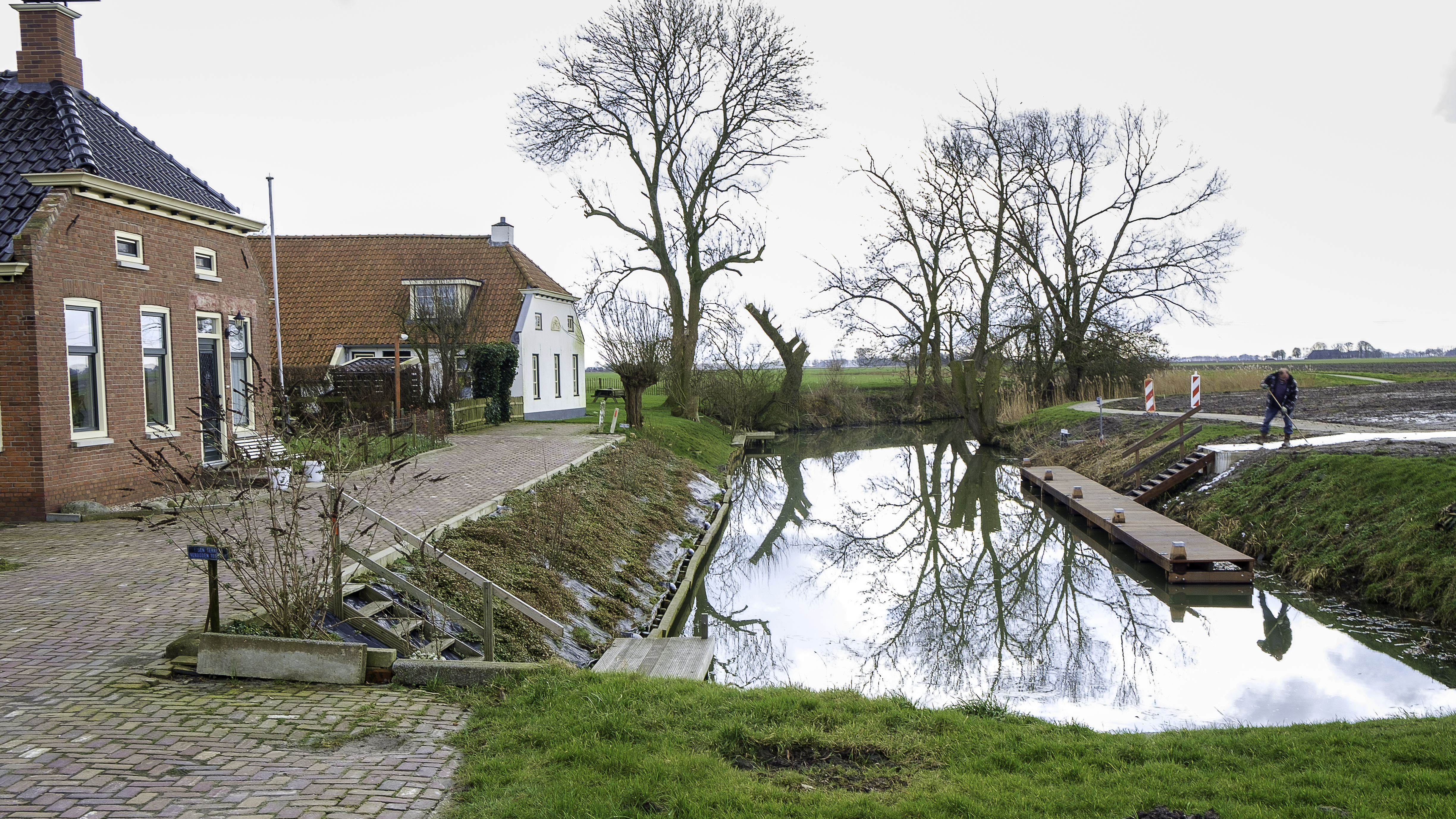
Haventje van Westeremden, waar het Westeremdermaar eindigt
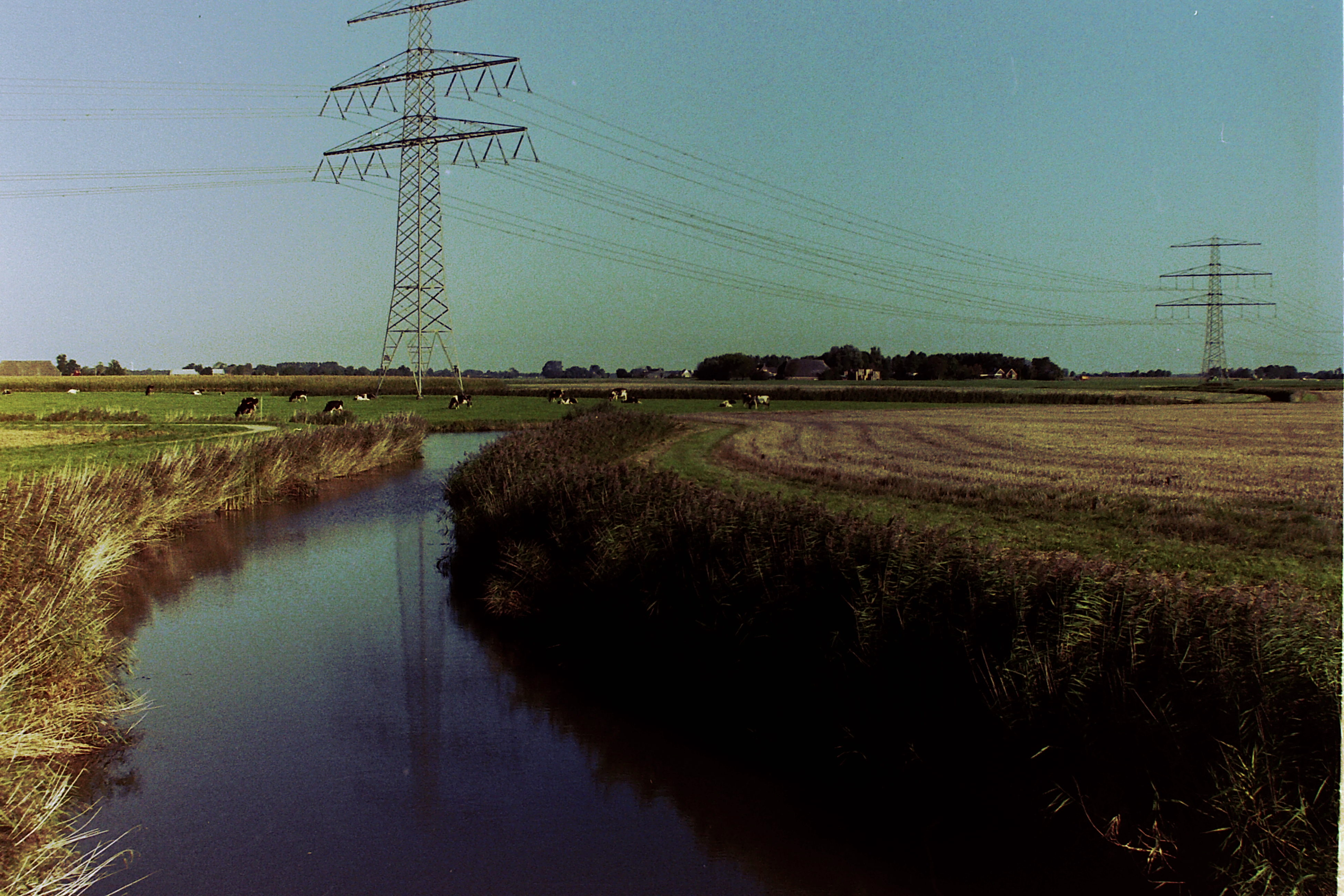
De Westeremdermaar vanaf het fietsbruggetje naar het noorden toe. De hoogspanningslijn is globaal de richting van de voormalige Fivel.
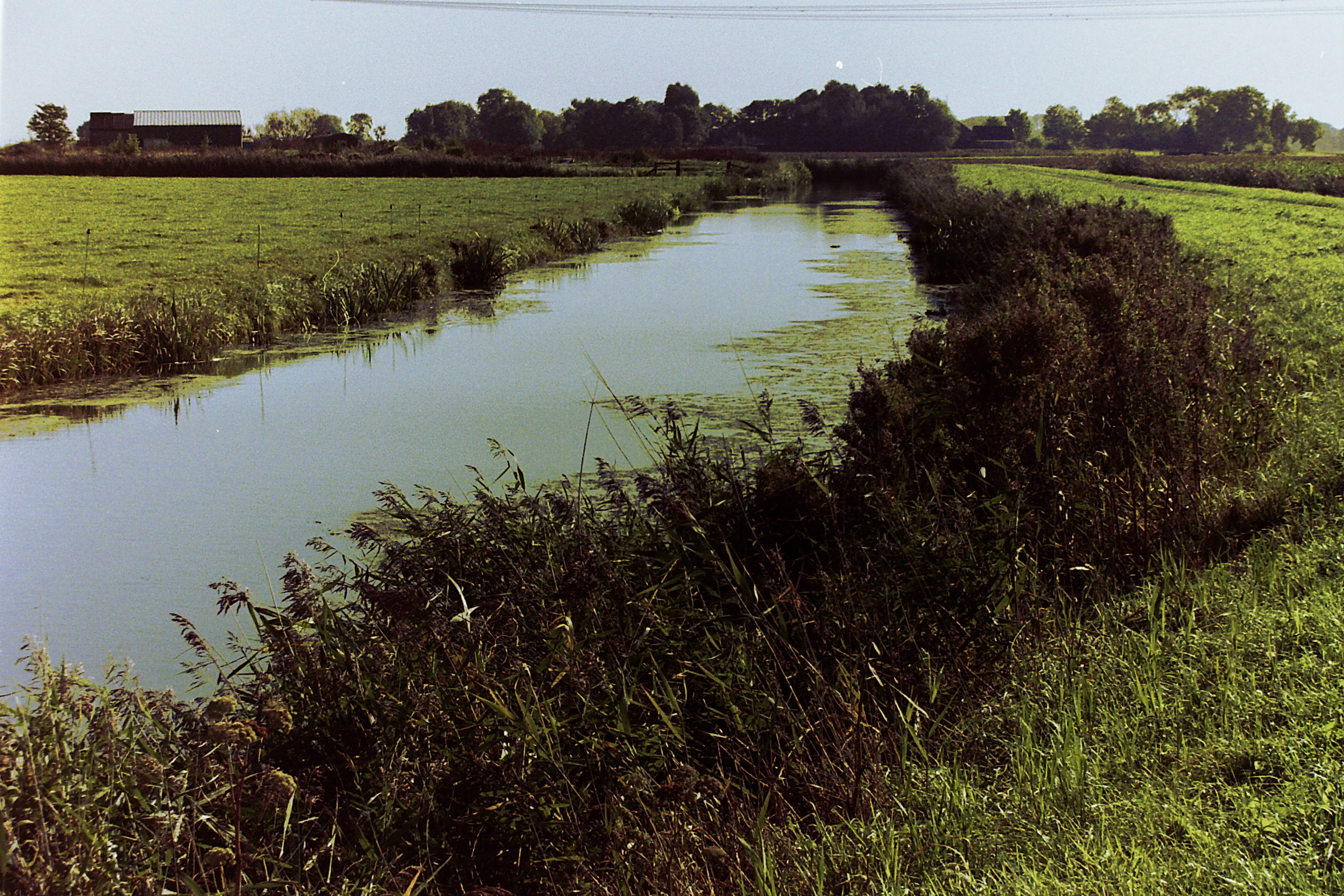
De Westeremdermaar volgt hier de bedding van de voormalige Fivel.
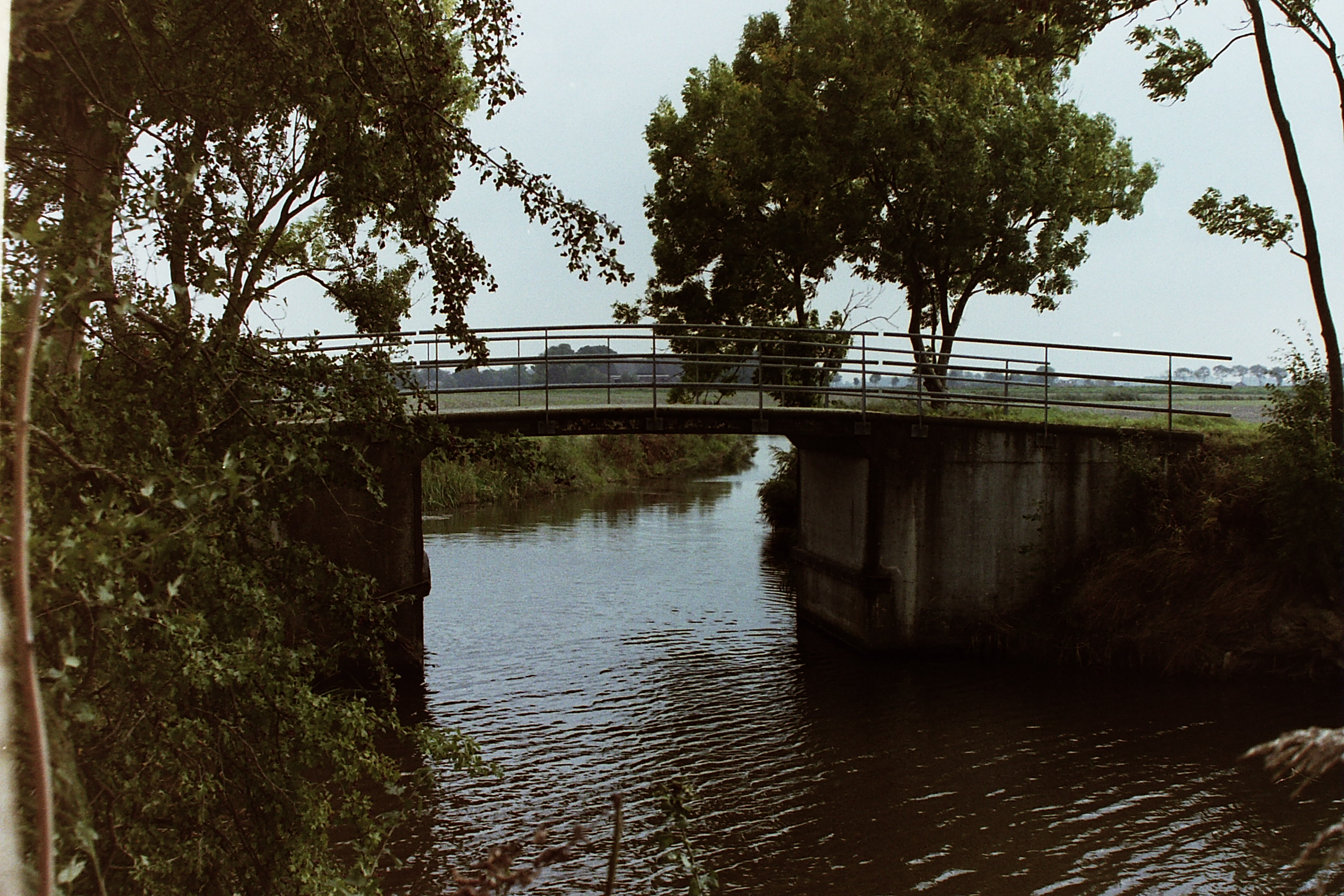
De Storkstertil over de Westeremdermaar.
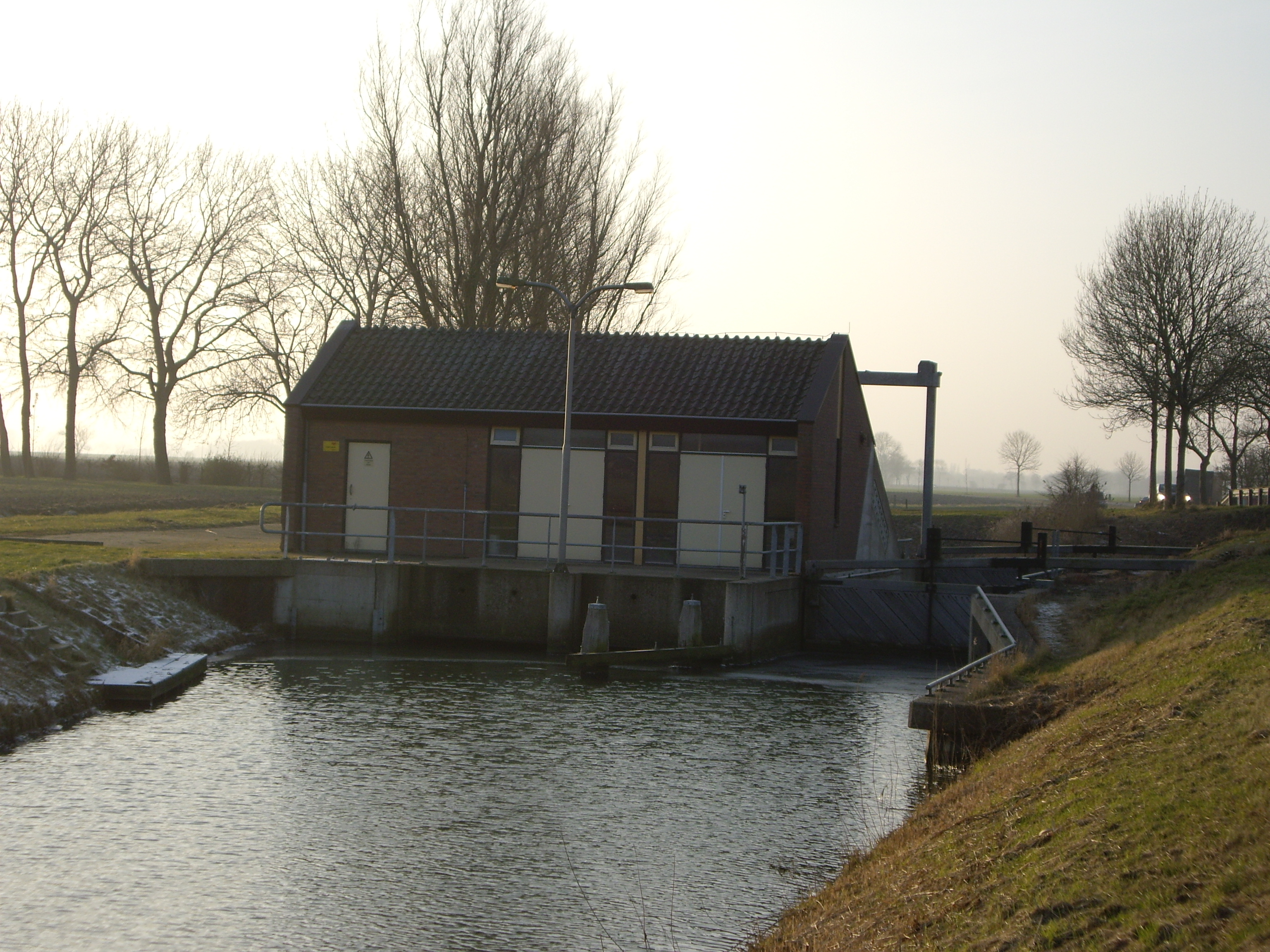
Gemaal Loppersum met het sluisje dat de toegang vanaf de Lopster Wijmers tot de Westeremdermaar verschaft.